# Suhada
Suhada is een bestuurslaag in het regentschap Indragiri Hilir van de provincie Riau, Indonesië. Suhada telt 3091 inwoners (volkstelling 2010).